# Börje Salming
Anders Börje Salming (Kiruna, 17 aprile 1951 – Nacka, 24 novembre 2022) è stato un hockeista su ghiaccio svedese.

## Biografia
Di origine Sami, è considerato uno dei più forti difensori di tutti i tempi, tanto da guadagnarsi la selezione sia nella Hockey Hall of Fame che nella IIHF Hall of Fame, ma anche di essere scelto, assieme a Vjačeslav Fetisov, come difensore dell'IIHF Centennial All-Star Team.
Fu uno dei primi scandinavi ad approdare in NHL, nel 1973. Rimase per sedici stagioni ai Toronto Maple Leafs, contribuendo fortemente al riconoscimento della scuola scandinava in Nord America, tanto da guadagnarsi il soprannome The King. Con 1 099 presenze in regular season ed 81 nei play-off, è il terzo giocatore di sempre per numero di presenze con la maglia dei Maple Leafs. Non vinse mai la Stanley Cup, ma fu nominato per una volta nel First All-Star Team e per cinque volte nel Second All-Star Team
Con la maglia della nazionale svedese partecipò a tre mondiali (1972, chiusi al terzo posto; 1973, chiusi al secondo posto; 1989, chiusi al quarto posto) ed una edizione dei giochi olimpici invernali (Albertville 1992, chiusi al quinto posto).
Salming è morto nell'autunno del 2022, per complicazioni della SLA.